# Línguas chinantecas

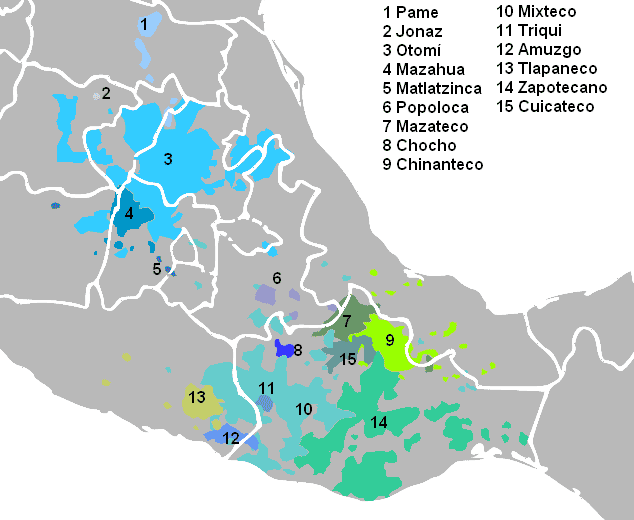
Línguas Chinantecas - nº 9, verde “chartreuse”, leste

As Línguas Chinantecas pertencem ao ramo chinanteco das línguas Oto-Mangueanas, sendo que 14 delas são listadas por  Ethnologue como sendo parcialmente mutuamente inteligíveis.

## Falantes
Essas línguas são faladas pelos chinantecos de Oaxaca e Veracruz, México, principalmente em Cuicatlán, Ixtlán de Juárez, Tuxtepec, Choapan, San Pedro Sochiapan, Retumbadero, San Juan Zautla, Santiago Quetzalapa, San Juan Zapotitlán.. 

## Línguas do grupo
Egland & Bartholomew (1978) estabeleceram as 14 línguas chinantecas que têm inteligibilidade mútua em 80%. Ethnologue defende que há,  uma que não foi comparada de forma adequada, a Tlaltepusco), que não era tão distinta. Dividiu outra, a Tepinapa, em mais uma, a Lalana.  Num critério mais livre de inteligibilidade (70%), Lalana–Tepinapa, Quiotepec–Comaltepec, Palantla–Valle Nacional e a geograficamente distante Chiltepec–Tlacoatzintepec seriam realmente línguas, reduzindo-se a quantidade para dez. A Leolao (Latani) é mais divergente.
| 70% | Língua                                          | Código ISO | Falada em                                                             | Qtde. falantes      |
| --- | ----------------------------------------------- | ---------- | --------------------------------------------------------------------- | ------------------- |
| *   | Chinantec de Lealao                             | cle        | Nordeste de Oaxaca, San Juan Lealao, Latani, Tres Arroyos, La Hondura | 2 mil               |
| *   | Chinantec de Chiltepec                          | csa        | San José Chiltepec Oaxaca.                                            | 4 mil               |
| *   | Chinantec de Tlacoatzintepec                    | ctl        | Norte de Oaxaca                                                       | 2 mil               |
| *   | Chinantec de Comaltepec                         | cco        | Comaltepec, Norte Oaxaca                                              | 2 mil (1990)        |
| *   | Chinantec de Quiotepec (Terras altas Chinantec) | chq        | San Juan Quiotepec e cidades próximas, Oaxaca                         | 8 mil               |
| *   | Chinantec de Lalana                             | cnl        | 25 cidades na divisa entre Oaxaca e Veracruz                          | 10,5 mil (1990 SIL) |
| *   | Chinantec de Tepinapa                           | cte        | Norte de Oaxaca, Distrito de Choapan, área muito remota               | 8 mil               |
| *   | Chinantec de Ojitlán                            | chj        | Norte de Oaxaca e Veracruz municípios de Minatitlan de Hidalgotitlan  | 22 mil              |
| *   | Chinantec de Ozumacín                           | chz        | San Pedro Ozumacín e cidades próximas, Oaxaca                         | 5 mil               |
| *   | Chinantec de Palantla                           | cpa        | San Juan Palantla e áreas próximas, Oaxaca                            | 12 mil              |
| *   | Chinantec de Valle Nacional                     | cvn        | Yetla, Norte de Oaxaca                                                | 1 mil               |
| *   | Chinantec de Sochiapan                          | cso        | Norte de Oaxaca                                                       | 5,8 mil             |
| *   | Chinantec de Tepetolutla                        | cnt        | Norte de Oaxaca                                                       | 2 mil               |
| *   | Chinantec de Usila                              | cuc        | Oaxaca e uma cidade de Veracruz                                       | 9 mil               |

## Escrita
As línguas chinantecas usam o alfabeto latino sem as letras Q, V, Z e sem C e H isolados, que forma,  porém,  o dígrafo Ch. Usam-se também os dígrafos Ds, Ng, Ts e o Ñ do espanhol. 
As vogais (as convencionais mais um E mais fechado) se apresentam longas (duplicadas) ou curtas. As seis se apresentam também  com apóstrofo. O i e o ii' podem ser barrados. Há também as formas a'a – e'e – i'i – o'o – u'u; as ä - ë - ï - ö - ü.

## Amostra de texto
Chinanteco: Lej†̎ ni sou tsa lisia ijaa sia ikou' ne kojo jï ne juso ne jmo' re ju i s†̍' jmo' nö sala ne sasno.
Chinantec Ajitlán: La juu dsa lu siä –Dsa kö ñi ba dsa, nía kö ni' ba na lu' dsa e dsa tï é li jnia' roö'.
Português
Todos os seres humanos nascem livres e iguais em dignidade e direitos. São dotados de razão e consciência e devem agir em relação uns aos outros com espírito de fraternidade. (Artigo 1º - Declaração Universal dos Direitos Humanos)